# Лещенко Лев Валер'янович
Лев Валер'я́нович Ле́щенко (нар. 1 лютого 1942, Москва, РРФСР), справжнє прізвище Лєщев — радянський та російський співак, баритон. Заслужений артист РРФСР (1977), народний артист РРФСР (1983). Підтримує путінський режим та війну Росії проти України. Занесений до переліку осіб, які створюють загрозу нацбезпеці України. Путініст та українофоб.

## Біографія
Народився 1 лютого 1942 року у Москві.
Батько — Валер'ян Андрійович Лєщев (1904—2004) — кадровий офіцер, воював під Москвою. За участь у німецько-радянській війні та подальшу військову службу нагороджений багатьма орденами й медалями, похований на Машкінському кладовищі, довгожитель, помер у 99 років. Мати — Лєщева Клавдія Петрівна (1915—1943) — померла у 28 років. 1948 року в нього з'явилася мачуха Марина Михайлівна Лєщева (1924—1981), що померла у 57 років, у неї народилася донька, єдинокровна сестра Лева Лещенка — Валентина Валер'янівна Кузнєцова (до шлюбу Лєщева) (нар. 1961), у травні 2011 року вона захворіла, ї її підімкнули до апарату штучного дихання, їй поставили діагноз дихальна недостатність та двостороння пневмонія.
Його вихованням займався старшина Андрій Фісенко. Батько працював, і Лев зростав, як «син полку»: обідав у солдатській їдальні, займався на стрільбищі, ходив шиком у кіно. У 4 роки носив військову форму, взимку він ходив на солдатських лижах, які були довші за нього втричі, а в 6 років у нього з'явилась мачуха, у неї народилась донька, і ще вона займалась вихованням племінників, тому на нього в неї не було часу. Він бував у свого діда Андрія Лещенка, який до революції був бухгалтером і дуже любив музику, дід Андрій грав на старовинній скрипці й навчав онука співати.
У дитинстві відвідував хор у домі піонерів, займався плаванням, відвідував гурток художнього слова та духовий оркестр. За наполяганням хормейстера кидає гуртки й займається лише співами, виступає у школі, виконує популярні пісні Утьосова.
Після школи він намагався вступити до театральних вишів, але в нього не виходило, тому він 1 рік із 1959 до 1960 року працював робітником сцени в Большому театрі. Потім рік із 1960 до 1961 року відпрацював слюсарем-складальником на заводі точних вимірювальних приладів. Потім його призвали до армії, він бажав бути моряком, він так і сказав у військкоматі, але батько зіпсував його плани, завдяки йому його відправили до НДР до танкових військ. 27 січня 1962 року командування частини направляє Лева Лещенка до ансамблю пісні та танцю, там він став солістом ансамблю. В ансамблі він співав у квартеті, вів концерти й читав вірші, співав сольно. В армії починає готуватися до іспитів до театрального інституту.
Після армії він знову прийшов вступати до ДІТМИС у вересні 1964 року, іспити вже завершились, але йому дали шанс, оскільки його встигли запам'ятати. Він заспівав арію, але на комісію вона враження не справила. А армійський фейлетон, який він прочитав, викликав сміх, але визнали фейлетон бездарним, і його прийняли за «дрімучість», навчання його переробило, за рік ніхто не сумнівався, що він артист. На другому курсі його прийняли до Театру оперети. Перша роль була грішник у спектаклі «Орфей у пеклі», роль складалася з 2-х слів: «Пустіть погрітись». Навчався, за його словами, у Покровського, Анісімова, Гончарова, Завадського, Ефроса.
З цього ж року починається робота в Москонцерті та стажерській групі театру Оперети. Під час літніх канікул, як правило, Лещенко подорожує — гастролює з концертними бригадами по СРСР.

### Творча діяльність
1966 рік — Лев Лещенко — актор Московського театру оперети. 13 лютого 1970 року співак стає солістом-вокалістом Держтелерадіо СРСР.
У березні 1970 року стає переможцем — лауреатом IV Всесоюзного конкурсу артистів естради. 1972 року Лев Лещенко стає лауреатом конкурсу «Золотий Орфей» у Сопоті. (Болгарія).
1977 року надано звання заслуженого артиста РРФСР, а 1978 року — вручено премію імені Ленінського комсомолу. 1980 року його було нагороджено орденом Дружби народів, 1983 року за видатні заслуги Леву Лещенку надано звання Народного артиста РРФСР, а 1985 року його нагородили орденом «Знак Пошани».
1990 року він створив й очолив театр естрадних вистав «Музичне агентство», якому 1992 року надано статус державного. Основний вид діяльності театру — організація гастрольно-концертних заходів, вистав, творчих вечорів. На сьогодні «Музичне агентство» об'єднує декілька великих колективів, а також співпрацює практично з усіма зірками естради, як Росії, так і країн ближнього зарубіжжя. За ці роки театром поставлено та знято музичний телефільм «Військово-польовий романс», відеофільм «Ювілей… Ювілей… Ювілей…» і ювілейну програму Давида Тухманова «По хвилі моєї пам'яті», програму «10 років МНС Росії». Відбулася прем'єра музичного телешоу «STAR і млад».
Понад 10 років Лев Валер'янович викладає в музично-педагогічному інституті імені Гнесіних (нині Російська академія імені Гнесіних). Багато його учнів стали відомими артистами естради: Марина Хлєбнікова, Катя Лель, Ольга Ареф'єва, Варвара тощо.
За роки творчої діяльності Лев Лещенко випустив понад 10 платівок, компакт-дисків і магнітоальбомів. Серед них: «Лев Лещенко», «Лев Лещенко» (1977), «Тяжіння землі» (1980), «Лев Лещенко та гурт „Спектр“» (1981), «У колі друзів» (1983), «Що-небудь для душі» (1987), «Білий цвіт черемшини» (1993), «Найкращі пісні Лева Лещенка» (1994), «Ні хвилини спокою» (1995), «Аромат кохання» (1996), «Спогади» (1996), «Світ мрій» (1999), «Простий мотив» (2001), а також понад 10 міньйонів. У виконанні Лева Лещенка записано також десятки пісень на збірних й авторських платівках композиторів. Українською мовою виконував пісню «Кохання не буває вічним».
1999 року на майдані Зірок ДЦКЗ «Росія» закладено іменну зірку Лева Лещенка.
2001 року видано книгу Лева Лещенка «Апологія пам'яті», у якій артист розповідає про своє життя та своїх сучасників — видатних людей мистецтва, спорту та політики.
1 лютого 2002 року Лева Лещенка нагороджено орденом «За заслуги перед Вітчизною» IV ступеня.
Голос Лева Лещенка — драматичний баритон оксамитового тембру.[джерело?]

### Політична позиція
11 березня 2014 року підтримав російську агресію в Криму, підписавши колективне звернення до російської громадськості «Діячі культури Росії — на підтримку позиції російського президента Путіна щодо України та Криму». У 2014 твердив, що Росія ніколи не введе війська в Україну, а от Крим — інша справа.

## Санкції
19 жовтня 2022 року, на тлі вторгнення Росії в Україну, внесений до санкційних списків України проти осіб «які публічно закликають до агресивної війни, виправдовують і визнають законною збройну агресію РФ проти України, тимчасову окупацію території України». Санкції передбачають блокування активів, повне припинення комерційних операцій, зупинку виконання економічних і фінансових зобов'язань.

## Книги
- 2001 — «Апология памяти» ISBN 5-227-01267-9 ISBN 978-5-227-01267-8

## Популярні пісні у виконанні Льва Лещенка
- «Аромат любви» (А. Укупник — О. Небилова) (музика — вірші)
- «Ах, как жаль» (А. Нікольський)
- «Белая берёза» (В. Шаїнський — Л. Овсянников)
- «Были юными и счастливыми» (М. Мінков — Л. Рубальська)
- «Вы уходите» (А. Нікольський)
- «Вьюга белая» (О. Иванов — І. Шаферан)
- «Где же ты была» (В. Добринін — Л. Дербеньов)
- «Где мой дом родной» (М. Фрадкін — А. Бобров)
- «Городские цветы» (М. Дунаєвський — Л. Дербеньов)
- «Горький мёд» (О. Іванов — В. Павлінов)
- «Господа офицеры» (А. Нікольський)
- «День Победы» (Д. Тухманов — В. Харитонов)
- «Запоздалая любовь» (А. Укупник — Б. Шифрін)
- «Любимые женщины» (С. Туліков — М. Пляцковський)
- «На земле живет любовь» (В. Добринін — Л. Дербеньов)
- «Нам не жить друг без друга» (О. Пахмутова — М. Добронравов)
- «Не плачь, девчонка» (В. Шаїнський — В. Харитонов)
- «Ни минуты покоя» (В. Добринін — Л. Дербеньов)
- «Последняя встреча» (І. Крутой — Р. Казакова)
- «Последняя любовь» (О. Сорокін — А. Жігарєв)
- «Почему ты мне не встретилась» (М. Богословський — М. Дорізо)
- «Притяжение Земли» (Д. Тухманов — Р. Рождественський)
- «Прощай!» (В. Добрынин — Л. Дербеньов)
- «Родительский дом» (В. Шаїнський — М. Рябінін)
- «Родная Земля» (В. Добринін — В. Харитонов)
- «Свадебные кони» (Д. Тухманов — А. Поперечний)
- «Соловьиная роща» (Д. Тухманов — А. Поперечний)
- «Старинная Москва» (А. Нікольський)
- «Старые качели» (В. Шаїнський — Ю. Янтар)
- «Старый клён» (О. Пахмутова — М. Матусовський)
- «Татьянин день» (Ю. Саульський — Н. Олєв)
- «Тонечка» (А. Савченко — В. Баранов)
- «Травы луговые» (И. Дорохов — Л. Лещенко)
- «Я вас люблю, столица» (П. Аєдоніцький — Ю. Візбор)

## Особисте життя
Лев Лещенко захоплюється тенісом, баскетболом, плаванням, причому виступає не лише як уболівальник, а і як почесний президент баскетбольного клубу «Тріумф» із міста Люберці, а також сам активно займається спортом. Живе та працює в Москві.
Перша дружина — співачка й акторка Алла Абдалова. Зараз його дружина — Ірина Павлівна Лещенко (нар. 1954, до шлюбу Багудіна), закінчила Будапештський державний університет. У шлюбі перебувають із 1978 року.
В інтерв'ю газеті «Музична правда» навесні 2011 року риторично спитав:
|  | Я зможу прожити та прогодувати свою дружину, що не працює, на п'ять тисяч рублів? |

## Співпраця з компанією «Лукойл»
Згідно з даними журналу Forbes, Лещенко є «корпоративним поетом» нафтового гіганта. На його вірші написано корпоративний гімн.
Дружить із Ваґітом Алєкпєровим. Щоравда, до послуг Лещенка звертаються також і РЖД (Російська залізниця), і «Газпром», і дрібніші компанії. На цих корпоративах Лещенко не лише виступає сам, але й привозить артистів, що працюють з іншими продюсерами.
Критики Лещенка поставили під сумнів щирість його позиції, вважаючи її фінансово мотивованою і, тому, заздалегідь безпринципною.

## Дискографія
1. 1975 — «Лев Лещенко» (33С60-04759-60)
2. 1976 — «Пісні радянських композиторів» (33С62-06921-22)
3. 1976 — «Прощавай» (33С60-07891-2)
4. 1980 — «Тяжіння землі»
5. 1981 — «Батьківський дім» (С60-16769-70)
6. 1983 — «У колі друзів» (С60 20109 002)
7. 1987 — «Що-небудь для душі»
8. 1992 — «Білий цвіт черемухи» (R60 01827) — пісні Андрія Нікольського
9. 1994 — «Найкращі пісні Лева Лещенка»
10. 1995 — «Ні хвилини спокою»
11. 1996 — «Аромат кохання»
12. 1996 — «Спогади» (2 CD)
13. 1999 — «Світ мрій» (рос. «Мир грёз»)
14. 2001 — «Простий мотив»
15. 2004 — «Пісня на двох» — пісні В'ячеслава Добриніна. 2010 року спільно з В'ячеславом Добриніним презентував однойменну концертну програму[18].
16. «Для вас співає Лев Лещенко»
17. «Найкраще» (Зірки Радянської естради)
18. «Територія кохання»
19. 2006 — «Будь щасливою»
20. «Пісні Олександри Пахмутової та Миколи Добронравова»

Примітка:  — спільно з гуртом «Спектр»

## Фільмографія[19]
1. 1967 — «Шлях до „Сатурна“» — епізод
2. 1967 — «Софія Перовська» — епізод
3. 1975 — «Шукаю зірку» (рос. Ищу зарю) — головна роль
4. 1979 — «Баби надвоє ворожили» (рос. «Бабушки надвое сказали…») — виконує пісню «Де ж ти була?»
5. 1995 — «Старі пісні про головне» — дачник
6. 1997 — «Старі пісні про головне-3» — диктор програми «Час»
7. 1998 — «Військово-польовий романс»
8. 1998 — «Приречена стати зіркою»

## Нагороди та звання
- Премія Ленінського комсомолу (1978) — за високу виконавську майстерність й активну пропаганду радянської пісні
- Орден «За заслуги перед Вітчизною» III ступеня (1 лютого 2007 року) — за великий внесок у розвиток естрадного мистецтва та багатолітню творчу діяльність[20]
- орден «За заслуги перед Вітчизною» IV ступеня (31 січня 2002 року) — за багатолітню плідну діяльність у галузі культури та мистецтва, великий внесок у зміцнення дружби та співпраці між народами[21]
- Орден «Знак Пошани» (1985)
- Орден Дружби народів (1980)
- Народний артист РРФСР (1983)
- Народний артист Республіки Південна Осетія (26 серпня 2010 року, Південна Осетія) — за заслуги в розвитку естрадного мистецтва, багатолітню трудову діяльність і значущий особистий внесок у зміцнення дружніх відносин між народами Республіки Південна Осетія та Російської Федерації[22]
- 2008 — Премія ФСБ у номінації «Музичне мистецтво» за творчий внесок у патріотичне виховання російських громадян.
- Переможець IV Всесоюзного конкурсу артистів естради (1970)
- Лауреат конкурсу «Золотий Орфей» (Болгарія, 1972)
- Перша премія на фестивалі в Сопоті з піснею «За того хлопця» (1972)

## Пародії
- Найвідомішим виконавцем пародій на Лещенка є Володимир Винокур. Крім Винокура, на естраді Лещенка також пародіювали Михайло Євдокимов, Михайло Грушевський, Максим Галкін й інші.
- У програмі Comedy Club Лещенка декілька разів пародіював Тимур «Каштан» Батрутдінов, а у програмі «Велика різниця» — Володимир Кісаров.